# Caddy (server web)
Caddy, anche come Caddy web server, è un server web open source, scritto in Go, che supporta HTTP/2. Usa la libreria standard Go per le sue funzionalità HTTP.